# Fly (Dänemark)
Fly ist ein Ort in der Region Midtjylland in Dänemark.  Fly gehört zur Viborg Kommune und hatte 2014 288 Einwohner.

## Geographie
Fly liegt rund 12 km nordwestlich von Viborg und rund 6 km südlich von Skive. Wenige Kilometer westlich liegt der Flyndersø, Dänemarks größter Heidesee.